# 立正嘉
立 正嘉（たち まさよし、1906年12月26日 - 1990年10月13日）は、日本の銀行家。山陰合同銀行頭取を務めた。東京都出身。

## 経歴・人物
1929年に東京帝国大学独法科を卒業し、同年に日本銀行に入行した。1959年11月から1975年12月までに山陰合同銀行頭取を務めた。
1969年9月に藍綬褒章を受章し、1980年4月に勲三等旭日中綬章を受章。
1990年10月13日肺炎のために死去。83歳没。